# Étienne-Louis Boullée
Étienne-Louis Boullée (París, 12 de febrero de 1728 - París, 4 de febrero de 1799) fue un visionario arquitecto y grabador francés del neoclasicismo, cuya obra influyó mucho en los arquitectos contemporáneos y aún hoy en día es considerada importante.

## Biografía
Nacido en París, Francia, hijo de un arquitecto, estudió pintura pero luego se pasó a la arquitectura por petición paterna. Estudió con Jacques-François Blondel, Germain Boffrand y Jean-Laurent Le Geay, de quienes aprendió el estilo de arquitectura clásica francesa predominante en los siglos XVII y XVIII y el Neoclasicismo hacia el que evolucionó a mediados de siglo.
En 1762 entra a formar parte de la Academia real de arquitectura de París y se convirtió en el arquitecto en jefe de Federico II el Grande de Prusia, un título en gran medida honorario. Diseñó una serie de casas particulares desde 1762 hasta 1778, aunque la mayor parte de ellas ya no existen; entre los ejemplos supervivientes destacan el Hôtel Alexandre y Hôtel de Brunoy, ambos en París. Junto a Claude Nicolas Ledoux fue una de las más influyentes figuras de la arquitectura neoclásica francesa.

## Obra
Entre 1752 y 1775 realiza varios arreglos para interiores de casas de nobles, entre ellos una para el conocido actualmente como Palacio del Elíseo (residencia presidencial).
Su mayor impacto lo provocó como maestro y teórico en la École nationale des ponts et chaussées entre 1778 y 1788, desarrollando un estilo geométrico abstracto distintivo inspirado por formas clásicas. Su obra se caracterizó por la eliminación de toda la ornamentación innecesaria, hinchando las formas geométricas hasta una escala enorme y repitiendo elementos como columnas en grandes series.
Boullée promovió la idea de hacer arquitectura expresiva de su propósito, una doctrina que sus detractores llamaron architecture parlante («arquitectura parlante»), que fue un elemento esencial en la formación arquitectónica Beaux-Arts en el final del siglo XIX. 
Su proyecto más célebre es el Cenotafio de Newton (1784), cuyos dibujos y esbozos se conservan en la Biblioteca Nacional de Francia. Este diseño representa uno de los iconos de la llamada arquitectura visionaria. Ejemplifica su estilo de manera destacada. El cenotafio sería una esfera de 150 metros de alto hundida en una base circular y cubierta de cipreses. Aunque la estructura no se construyó nunca, su diseño fue grabado y circuló ampliamente en círculos profesionales. 
Su obra fue muy escasa y su tratado de la arquitectura (Arquitectura. Ensayo sobre el arte) no fue publicada hasta mediados del siglo XX.

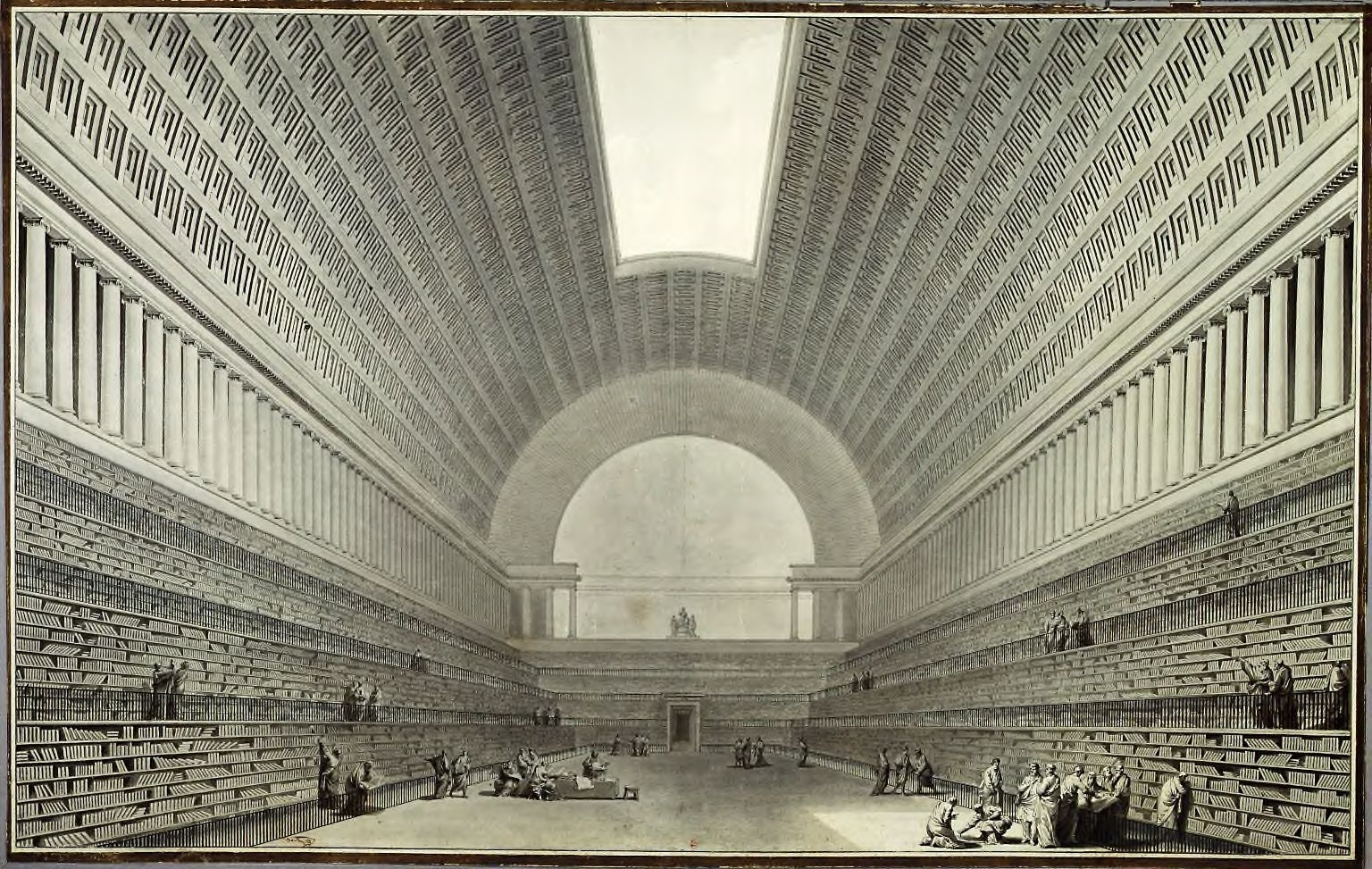
Deuxieme projet pour la Bibliotheque du Roi, Boullée (1785).

## Salón para el Hôtel de Tourolles
Las boiseries («carpinterías»), aún a menudo datadas a mediados de los años 1760, fueron objeto de discusión en el número de L'Avant-coureur de 21 de enero de 1761, y por lo tanto debieron de llevarse a cabo alrededor de 1758-59 (Eriksen 1974:298 y pl. 35). El Hôtel en el distrito de Marais remodelado para Claude-Charles-Dominique Tourolle sobrevive (la calle de Orléans es ahora la calle Charlot) pero las boiseries del salón y sus repisas de chimeneas se quitaron a mediados del siglo XIX para trasladarlas a una casa en la calle de Faubourg Saint-Honoré, actualmente en posesión del Cercle Interallié. Espejos en forma de arco redondo sobre las repisas de la chimenea y centrando la larga pared en un hueco poco profundo están dispuestos en un sistema de pilastras jónicas. Cariátides de mármol blanco soportan la tablette de la repisa de la chimenea. Hay todo un arquitrabe debajo de una cornisa. El conjunto en blanco y dorado aún estaría de moda en 1790.

## Hôtel Alexandre
El Hôtel Alexandre u Hôtel Soult, en la calle de la Ville l'Évêque, París (1763-66), es el único superviviente de la obra residencial de Boullée en París. Se erigió para el financiero André-Claude-Nicolas Alexandre. En su cour d'honneur (patio cerrado por tres lados) cuatro columnas corintias apoyadas contra un hueco en las esquinas del patio tienen arquitrabes aislados insertos en el muro sobre sus sencillas aberturas, mientras que por encima hay ventanas ojo de buey ovales, rodeadas por una composición de cáscaras que se convirtieron en un rasgo común del estilo neoclásico. El frente del jardín tiene un orden de pilastras colosal que se alzan sobre el alto basamento ocupado por toda la altura de la planta baja del edificio.

## Cenotafios
"¡Templo de la muerte, vuestro aspecto debe helar nuestros corazones! ¡Artista, huye de la luz de los cielos! ¡Desciende a las tumbas para dibujar tus ideas a la lumbre pálida y moribunda de las lámparas sepulcrales!"
Étienne-Louis Boullée diseñó varios cenotafios que destacan por su exploración de formas geométricas puras y su monumentalidad. Entre sus obras más notables, aparte del "Cenotafio de Newton", se encuentran un cenotafio en forma de pirámide truncada y otro en forma de cono truncado. Estas estructuras no solo rinden homenaje a figuras importantes, sino que también buscan capturar la esencia de la perfección y la eternidad. Boullée enfatiza que estos diseños deben resistir el paso del tiempo, un principio que él considera fundamental en la arquitectura monumental.

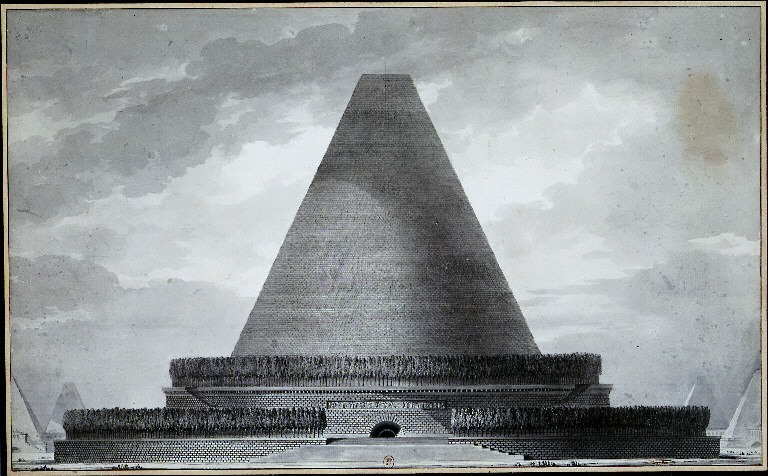
Cenotafio cónico

Cenotafio en Forma de Cono: Destinado a ser un lugar de reflexión, este cenotafio convierte a la geometría en su elemento central, destacando la pureza y la atemporalidad en su forma.
Cenotafio en Forma de Pirámide: Este diseño refleja la fascinación de Boullée por las formas geométricas y su alejamiento de los modelos antiguos, como las pirámides egipcias. Este diseño refleja la fascinación de Boullée por las formas geométricas, alejándose de los modelos tradicionales. En su libro Arquitectura. Ensayos sobre el arte.  Boullée explora cómo los monumentos funerarios deben aspirar a una grandeza y una "simetría perfecta", capturando la majestuosidad y el equilibrio en su forma.

## Legado
Las ideas de Boullée tuvieron una gran influencia entre sus contemporáneos, no solo por su papel como maestro de otros arquitectos importantes como Jean Chalgrin, Phillipe Morthié, Alexandre Brongniart y Jean-Nicolas-Louis Durand, sino por su faceta de tratadista y arquitecto visionario. Parte de su obra solo vio la luz del día en el siglo XX; su libro Architecture, essai sur l'art («Arquitectura, ensayo sobre el arte»), defendiendo un neoclasicismo con un compromiso emocional, solo se publicó en 1953. El volumen contenía su obra desde 1778 hasta 1788, que en su mayor parte comprendía diseños de edificios públicos en una gran escala totalmente impracticable.
La querencia de Boullée por los diseños grandiosos ha hecho que se le caracterice como megalomaníaco y visionario. Su foco sobre la polaridad (contrarrestando elementos de diseño opuestos) y el uso de la luz y la sombra era muy innovador, y sigue influyendo a arquitectos de hoy en día. Fue «redescubierto» en el siglo XX y ha influido a arquitectos recientes como Aldo Rossi.
La película de Peter Greenaway El vientre del arquitecto (1987) contiene numerosas referencias a la obra de Étienne-Louis Boullée.